# Зблюдза
Зблюдза (пол. Zbludza) — село в Польщі, у гміні Камениця Лімановського повіту Малопольського воєводства.
Населення — 696 осіб (2011).
У 1975—1998 роках село належало до Новосондецького воєводства.

## Географія
Селом протікає річка Зблюдза.

## Демографія
Демографічна структура станом на 31 березня 2011 року:
|          | Загалом | Допрацездатний вік | Працездатний вік | Постпрацездатний вік |
| -------- | ------- | ------------------ | ---------------- | -------------------- |
| Чоловіки | 343     | 88                 | 234              | 21                   |
| Жінки    | 353     | 80                 | 218              | 55                   |
| Разом    | 696     | 168                | 452              | 76                   |